# Hervé Sebille Kernaudour
Hervé Sebille Kernaudour, né le 12 juin 1957, est un acteur culturel de langue bretonne. Il est l'auteur de poésies, d'articles de linguistique et de presse en langue bretonne. Il a aussi traduit de la littérature de diverses langues étrangères en breton. Il est spécialiste du théâtre en langue bretonne de la période prémoderne. Il exerce la profession de chirurgien-dentiste.

## Biographie
Hervé Sebille Kernaudour est originaire du Trégor. Il est l'arrière-petit-neveu du barde Erwan Sebille Kernaudour (1911-1940) fondateur du cercle celtique de Bégard.
Il passe sa jeunesse à Berlin puis à Châtillon (Hauts-de-Seine). Dès l'âge de treize ans, il entreprend de collecter mots, expressions et chants en langue bretonne pendant ses vacances dans sa famille. En 1971, il fait la connaissance de la poétesse Añjela Duval, de  Marsel Klerg et du linguiste et écrivain breton Jules Gros qui auront un certain ascendant sur lui. Il a été membre de Brezhoneg Yezh Vew et de Skol an Emsav et ce dernier mouvement exercera une grosse influence sur lui.
À Paris où il passera son doctorat de chirurgie dentaire, il suit les cours de vieil irlandais, de moyen gallois et de moyen breton à l'École pratique des hautes études dispensés par les professeurs Édouard Bachellery, Léon Fleuriot et Pierre-Yves Lambert. Il étudie aussi le polonais, le finnois, le quetchua, l'hébreu, le yiddish et l'araméen à l'INALCO (Institut national des langues et civilisations orientales). Il étudiera également à Paris l'anthropologie, l'acupuncture et l'égyptien hiéroglyphique.
De retour à Rennes, il obtient un diplôme supérieur d'études celtiques et une licence de breton. Léon Fleuriot et Gwennole Le Menn le dirigeront vers le théâtre breton prémoderne. Il en recopiera et étudiera une dizaine de pièces et passera ses mémoires de  maîtrise et de Diplôme d'études approfondies sur le mystère de Saint Garan.
En 1985, il a animé une émission culturelle hebdomadaire en langue bretonne A-hed hag a-dreuz sur les ondes de Radio-Pays de Trégor avec Divi Kervella et Yanna Sebille Kernaudour.
Il est membre de l'Institut culturel de Bretagne (sections Langue et Linguistique, Littérature écrite et Religion) depuis 1982. 
Il a été secrétaire de l'Office public de la langue bretonne pendant plusieurs années et est actuellement membre de son Conseil scientifique. 
Il en  est également membre de la confédération d’associations Kuzul ar Brezhoneg et, depuis 2019, du Conseil culturel de Bretagne.

## Activités littéraires et linguistiques
Hervé Sebille Kernaudour a publié de la poésie en rimes internes sur le thème de Perceval dans la revue littéraire bretonne Al Liamm. Il est également l'auteur d'articles traitant de linguistique et de lexicographie bretonnes dans la revue Hor Yezh. Il a traduit en breton de la littérature de jeunesse du français, de l'allemand et de l'anglais, ainsi qu'un ouvrage d'art sur le peintre surréaliste Yves Tanguy, de l'anglais et du français.
Il a préparé l'édition du manuscrit du lexicographe et grammairien François Vallée publié en 2014 sous le titre de « Dictionnaire du breton du Trégor-Goëlo et de Haute-Cornouaille ».

## Distinctions
Il a obtenu le Prix du Brittophone de l'année décerné par France 3 et l'Office de la langue bretonne en janvier 2015.

## Publications
- Hor Yezh (n° 150 (1983), 189 (1992), 224 (2000), 225 (2201), 226 (2001), 237 (2004), 238 (2004), 240 (2004), 241 (2005), 255 (2008), 256 (2008), 262 (2010), 265 (2011).
- Al Liamm-Tir na n-Óg, n° 287, 294, 296-297, 301, 307, 308-309, 311, 312, 316, 317, 319, 325, 330, 336, 343, 370 (de 1994 à 2008).
- Carn, n° 100 (1997).
- "Degasennoù da studi istor ar c’hoariva brezhonek pobl e Goueloù e diwezh an XVIIIvet kantved", in Britania Monastica / Klask. À travers les îles celtiques / A-dreuz an inizi keltiek / Per insulas scottias, Rennes, 2008, pp. 413-433.
- Frañsez Vallée, Dictionnaire du breton du Trégor-Goëlo et Haute-Cornouaille, Kuzul ar Brezhoneg / An Alarc’h, 2014.
- "Keridwal, Barzhaz", Editions Al Liamm, 2016.

## Traductions
- Moutig, (traduit du français).
- Nijadenn ar re Dro-Heol (traduit du français), Keit Vimp Bev, 1997
- Danevelloù a Vro-Alamagn, (traduit de l'allemand), An Here, 1997
- Ar roue Arzhur ha Marc'heion an Daol-grenn, (traduit de l'anglais), An Here, 1998
- Yves Tanguy, (traduit de l'américain et du français), An Here, 2001
- Mojennoù ar marv e Breizh-Izel hag e Breizh-Uhel, (traduit du français), An Alarc’h, 2013.